# Centrolepis eremica
Centrolepis eremica là một loài thực vật có hoa trong họ Centrolepidaceae. Loài này được D.A.Cooke mô tả khoa học đầu tiên năm 1986.